# Prowincja Dżidżal
Prowincja Dżidżal (arab. ولاية جيجل) – jedna z 48 prowincji Algierii, znajdująca się w północnej części kraju. 